# Festival des 3 Continents 2019
Le Festival des 3 Continents 2019, 41e édition du festival, se déroule du 19 au 26 novembre 2019.

## Déroulement et faits marquants
Le 26 novembre 2019, le palmarès est dévoilé : le film chinois La Femme des steppes, le Flic et l'Œuf (Öndög) de Wang Quan'an remporte la Montgolfière d'or, et le film algérien 143 rue du désert de Hassen Ferhani remporte la Montgolfière d'argent, le prix du Jury Jeune et le prix du public. Une mention spéciale est remise au film colombien The Valley of Souls de Nicolás Rincón Gille.

## Jury
- Jacques Bonnaffé, acteur
- Charles Burnett, réalisateur
- Élisabeth Perlié, distributrice
- Nadia Turincev, productrice
- Julien Samani, réalisateur

## Sélection

### En compétition
- 143 rue du Désert de Hassen Ferhani  Algérie
- Au cœur du monde (No Coração do Mundo) de Gabriel Martins et Maurilio Martins  Brésil
- La Femme des steppes, le Flic et l'Œuf (Öndög) de Wang Quan'an  Chine
- Height of the Wave de Park Jung-bum  Corée du Sud
- No.7 Cherry Lane de Yonfan  Hong Kong
- Piqueuses de Kate Tessa Lee et Tom Schön  Maurice
- The Tree House de Truong Minh Quy  Viêt Nam
- The Valley of Souls de Nicolás Rincón Gille  Colombie
- When the Persimmons Grew de Hilal Baydarov  Azerbaïdjan

### Séances spéciales
- Parade japonaise de Kōji Yamamura  Japon (film d'ouverture)
- Le Photographe (Photograph) de Ritesh Batra  Inde (film de clôture)
- Abou Leila de Amin Sidi-Boumédiène  Algérie
- Dreamaway de Johanna Domke et Marouan Omara  Algérie
- Les Fleurs de Shanghai (Hǎi shàng huā) de Hou Hsiao-hsien  Taïwan
- Nina Wu (Zhuó rén mìmì) de Midi Z  Taïwan
- Le Père de Nafi (Baamum Nafi) de Mamadou Dia  Sénégal
- Present.Perfect. de Zhu Shengze  Hong Kong
- Talking About Trees de Suhaib Gasmelbari  Soudan  Tchad
- Tu mourras à 20 ans (You Will Die at 20) de Amjad Abou Alala  Soudan  Égypte
- Femmes d'Argentine (Que sea ley) de Juan Solanas  Argentine

### Le livre noir du cinéma américain
- The Symbol of the Unconquered de Oscar Micheaux
- Within Our Gates de Oscar Micheaux
- Birthright de Oscar Micheaux
- Moses Sisters Interview de Pearl Bowser
- The Scar of Shame de Frank Perugini
- Dirty Gertie from Harlem U.S.A. de Spencer Williams
- Mirage de la vie de Douglas Sirk
- The Cool World de Shirley Clarke
- The Intruder de Roger Corman
- Fieldwork Footage de Zora Neale Hurston
- Nothing But a Man de Michael Roemer
- Symbiopsychotaxiplasm: Take One de William Greaves
- Sweet Sweetback's Baadasssss Song de Melvin Van Peebles
- Les Sentiers de la violence de Gordon Parks
- Les Nuits rouges de Harlem (Shaft) de Gordon Parks
- Wattstax de Mel Stuart
- Ganja & Hess de Bill Gunn
- Medea de Ben Caldwell
- As Above, So Below de Larry Clark
- Passing through de Larry Clark
- Foxy Brown de Jack Hill
- The Horse de Charles Burnett
- Killer of Sheep de Charles Burnett
- Bush Mama de Hailé Gerima

### Tsui Hark, l'iconoclaste du cinéma hongkongais
- Zu, les guerriers de la montagne magique
- Shanghai Blues
- Peking Opera Blues
- Histoire de fantômes chinois
- Il était une fois en Chine
- Il était une fois en Chine 2 : La Secte du lotus blanc
- L'auberge du dragon
- Green Snake
- The Lovers
- Le Festin chinois
- The Blade
- Time and Tide
- Détective Dee 2 : La Légende du dragon des mers
- Détective Dee 3 : La Légende des rois célestes

### Aspects du cinéma costaricain
- Puerto Limón de Victor Vega
- Las cuarentas de Victor Vega
- El camino de Ishtar Yasin Gutierrez
- Sacramento de Hilda Hidalgo
- Of Love and Other Demons de Hilda Hidalgo
- Agua fría de Paz Fábrega
- Medea de Alexandra Latishev Salazar
- Ceniza Negra de Sofía Quirós Ubeda

### Premiers pas vers les 3 continents
- L'Écureuil qui voyait tout en vert de Behzad Farahat et Nahid Shamsdoust  Iran
- Pachamama de Juan Antin  Brésil
- Parvana, une enfance en Afghanistan  de Nora Twomey  Irlande  Canada  Luxembourg

## Palmarès
- Montgolfière d'or : La Femme des steppes, le Flic et l'Œuf (Öndög) de Wang Quan'an
- Montgolfière d'argent : 143 rue du Désert de Hassen Ferhani
- Mention spéciale : The Valley of Souls de Nicolás Rincón Gille
- Prix du Jury Jeune : 143 rue du Désert de Hassen Ferhani
- Prix du public : 143 rue du Désert de Hassen Ferhani